# Steven Gellman (Komponist)
Steven Gellman (* 16. September 1947 in Toronto) ist ein kanadischer Komponist, Pianist und Musikpädagoge.

## Leben und Wirken
Gellman begann im Alter von neun Jahren zu komponieren. Ab 1958 erhielt er Klavier- und Kompositionsunterricht bei Samuel Dolin am Royal Conservatory of Music. 1964 spielte er zur Eröffnung des Edward Johnson Building der University of Toronto ein eigenes Klavierkonzert mit dem CBC Symphony Orchestra unter Leitung von Boyd Neel. Von 1965 bis 1968 studierte er an der Juilliard School of Music bei Luciano Berio, Vincent Persichetti und Roger Sessions und besuchte Sommerkurse bei Darius Milhaud an der Aspen Music Festival and School, von 1973 bis 1976 war er Schüler von Olivier Messiaen am Conservatoire de Paris.
Ab 1976 unterrichtete Gellman an der University of Ottawa, wo er ab 1984 als Associate Professor, ab 1994 als Professor lehrte und 2011 emeritiert wurde. Bei ihm studierten u. a. Roddy Ellias, Colin Mack und Denis Schingh. 
Für sein Klavierkonzert erhielt Gellman 1964 als erster kanadischer Komponist den International BMI Award. 1970 wurde Mythos mit dem UNESCO-Preis für das beste Werk eine Komponisten unter 25 Jahren ausgezeichnet. An den 1970er Jahren entstanden u. a. Auftragskompositionen für die Pianistin Angela Hewitt und das Ensemble Canadian Brass; 1978 komponierte er im Auftrag der französischen Regierung Deux Tapisseries für das Festival de Besançon zum 70. Geburtstag von Olivier Messiaen.
Für das Toronto Symphony Orchestra komponierte Gellman Awakening (1983) und Universe Symphony (1986). Für Jon Kimura Parker komponierte er das Keyboard Triptych. Die Canticles of St Francis entstanden 1989 als Auftragswerk des National Arts Centre Orchestra und der Cantata Singers of Ottawa für die Feier zum 125. Jahrestag der Gründung des Roten Kreuzes. Seine Sonata for Cello and Piano wurde 1994 von Desmond Hoebig und Andrew Tunis uraufgeführt, 2003 spielte die Musica Camerata die Uraufführung seines Klavierquartetts.

## Werke
- Love’s Garden für Kammerensemble, 2010
- Musings für Klaviertrio, 2009
- Antarctica, Musik für Video, 2007
- Petite Suite für Flöte und Gitarre, 2006
- Madrigal („My Soul Spoke to Me“) für Chor a cappella, 2004
- Concerto for Viola and Orchestra, 2003-04
- Quartet for Piano and Strings, 2002-03
- Fanfare for the New Millennium für Bläser und Perkussion, 1999
- Gianni, Oper, 1995–1998
- Jaya, Ouvertüre für Orchester, 1995
- Sonata for Cello and Piano, 1994
- Album for Piano: Intermediate level piano pieces, 1993–1994
- Child-play, Suite nach Kinderstücken für Kammerorchester, 1992
- Musica Eterna für Streichquartett, 1991
- Gloria für Chor, drei Trompeten und Klavier, 1991
- Red Shoes für gemischtes Ensemble, 1990
- Burnt Offerings für Streichorchester, 1989–1990
- Canticles of St. Francis für Chor und Orchester, 1989
- Concerto for Piano and Orchestra, 1988
- Concertino for Guitar and String Quartet, 1988
- Chiaroscuro für gemischtes Septett, 1987–1988
- Love’s Garden, Symphony of Songs für Sopran und Orchester, 1987
- Keyboard Triptych für Klavier/Synthesizer, 1986
- Universe Symphony für großes Orchester und Synthesizer, 1984-86”
- The Bride’s Reception: Mystic Symphonic Poem, 1984
- Awakening, Präludium für Orchester, 1983
- Fantasia on a Theme by Schumann für Klavier, 1983
- Trikaya für Violine, Klarinette, Klavier und Perkussion, 1981
- Transformation für Flöte und Klavier, 1981
- Dialogue für Flöte und Klavier, 1980
- Deux Tapisseries für Orchester, 1978–1980
- Wind Music für Bläserquintett, 1978
- Psalm 121 für Sopran, Flöte und Klavier, 1977–1979
- Poeme, The Warrior, Waves and Ripples für Klavier, 1977
- Animus-Anima für Orchester, 1976
- Sonate pour Sept, 1975
- Veils für Klavier, 1974
- CHORI für großes Orchester, 1973
- Sonata # 2 für Klavier, 1973
- Psalms für Stimme und Klavier, 1973
- Pieces of Dana für Klavier solo und Klavierduo, 1973
- Symphony II für Orchester, 1972
- Odyssey für Rockband und Orchester, 1971
- Symphony in Two Movements
- Mythos für Flöte und Streichquartett, 1968
- Quartets: Poems of G.M. Hopkins für Sopran, Flöte, Cello und Harfe, 1967
- Fantasy für Klavier, 1967
- Andante für Streicher, 1964